# 布雷斯地区圣迪迪耶
布雷斯地区圣迪迪耶（法語：Saint-Didier-en-Bresse，法語發音：[sɛ̃ didje ɑ̃ bʁɛs]）是法国勃艮第-弗朗什-孔泰大區索恩-卢瓦尔省的一个市镇，属于索恩河畔沙隆区。 

## 地理
布雷斯地区圣迪迪耶（46°51'11"N, 5°5'28"E）面积11.29 平方千米，位于法国勃艮第-弗朗什-孔泰大區索恩-卢瓦尔省，该省份为法国中部省份，北起顺时针与科多尔省、汝拉省、安省、罗讷省、卢瓦尔省、阿列省和涅夫勒省接壤。
与布雷斯地区圣迪迪耶接壤的市镇（或旧市镇、城区）包括：图特南、拉拉西讷斯、布雷斯地区圣博内、布雷斯地区圣马丹、布雷斯地区塞里尼。
布雷斯地区圣迪迪耶的时区为UTC+01:00、UTC+02:00（夏令时）。

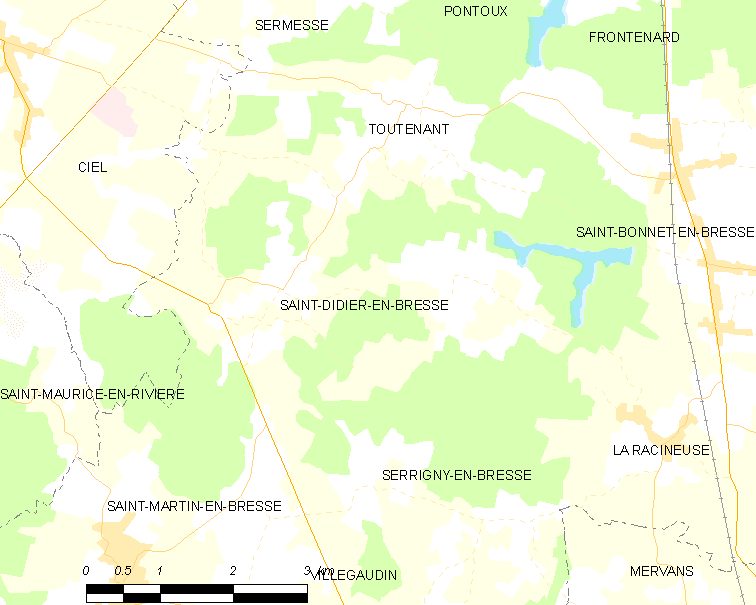
布雷斯地区圣迪迪耶的OSM定位图

## 行政
布雷斯地区圣迪迪耶的邮政编码为71620，INSEE市镇编码为71405。

## 政治
布雷斯地区圣迪迪耶所属的省级选区为热尔日县。

## 人口

1962-2008年间布雷斯地区圣迪迪耶人口变化图示

布雷斯地区圣迪迪耶于2022年1月1日时的人口数量为183人。